# Håkon Brusveen
Håkon Brusveen   (Vingrom, 15 de juliol de 1927 - Lillehammer, 21 d'abril de 2021) fou un esquiador de fons noruec que destacà a la dècada del 1960.

## Carrera esportiva
Especialista en distàncies curtes en esquí de fons, participà en els Jocs Olímpics d'Hivern de 1956 disputats a Cortina d'Ampezzo (Itàlia), on finalitzà quart en la prova de relleus 4x10 km i cinquè en la prova de 15 km. En els Jocs Olímpics d'Hivern de 1960 disputats a Squaw Valley (Estats Units) aconseguí guanyar la medalla d'or en la prova de 15 km i la medalla de plata en la prova de relleus 4x10 km.
Després de 1960 va competir en biatló, amb l'esperança de classificar-se per als seus quarts Jocs Olímpics, el 1964, però no ho va aconseguir per un escàs marge. Una vegada retirat fou un popular comentarista de ràdio entre 1963 i 1997.
El 1958 va rebre la medalla Holmenkollen i el 1960 la medalla d'or Morgenbladet.
Va morir als 93 anys, a Lillehammer, el 21 d'abril de 2021.